# Jeff Burton
Jeffrey Tyler Burton (South Boston, 29 giugno 1967) è un pilota automobilistico statunitense.

## Biografia
Dopo parecchi anni di gare come esordiente nei go-kart, entrò nella Indy Car, per poi passare, dopo sei anni, nel vasto mondo della NASCAR. La sua esperienza nella Nextel Cup iniziò nel 1994 in una gara d'esordio (a Daytona) orribile: infatti qualificatosi terzo, alla partenza dopo soli tre giri provocò un brutto incidente dove la sua vettura finì ruote all'aria in mezzo all'erba.
Le altre gare non lo videro molto partecipe, il campionato seguente il suo nome non era minimamente conosciuto.
Ma dal 1997 le cose cambiarono nettamente. Egli infatti, passando al team Roush Racing, uno dei team storici sotto il marchio Ford, iniziò una fortunatissima serie di vittorie dove il suo nome fu unito alla serie di nuovi campioni e soprattutto, a partire dal 2000, fu spesso abbinato al suo perenne rivale e nemico in tutti i sensi: Dale Earnhardt Jr.
Nella stagione NASCAR 2011 ha gareggiato con la Chevrolet, la sua auto è la Impala numero 31 del team Richard Childress, sponsorizzata dalla Caterpillar. Suo fratello maggiore Edward "Ward" Burton fu il vincitore della Daytona 500 del 2002.